# Robert Archibald Samson
Robert Archibald Samson ( 1946 ) es un botánico, micólogo neerlandés. Además de ser profesor en su país, lo es en el "Instituto de Tecnología Química y Biológica", de la Universidad Nueva de Lisboa.

## Algunas publicaciones
- Frisvad, j.c.; r.a. Samson. 2004. Polyphasic taxonomy of Penicillium subgenus Penicillium - A guide to identification of food and air-borne terverticillate Penicillia and their mycotoxins. Stud. Mycol. 49 : 1 - 173
- Samson, r.a.; j.a.m.p. Houbraken, a.f.a. Kuijpers, j.m. Frank, j.c. Frisvad. 2004. New ochratoxin A or sclerotium producing species in Aspergillus section Nigri. Stud. Mycol. 50 : 45 - 61
- -----, e.s. Hoekstra, j.c. Frisvad. 2004. Introduction to food and airborne fungi. 7ª edición. Utrecht, the Netherlands: Centralbureau voor Schimmelcultures
- -----, p. Noonim, m. Meijer, j. Houbraken, j.c. Frisvad, j. Varga. 2007. Diagnostic tools to identify black aspergilli. Stud. Mycol. 59 : 129 - 145
- Frisvad, jens c.; j. Smedsgaard, r.a. Samson, t.o. Larsen, u. Thrane. 2007. Fumonisin B2 production by Aspergillus niger. J. Agric. Food Chem. 55 : 9727 - 9732
- Varga, j.; j.c. Frisvad, r.a. Samson. 2007. Polyphasic taxonomy of Aspergillus section Candidi based on molecular, morphological and physiological data. Stud. Mycol. 59 : 75 - 88
- -----, m. Due, j.c. Frisvad, r.a. Samson. 2007. Taxonomic revision of Aspergillus section Clavati based on molecular, morphological and physiological data. Stud. Mycol. 59 : 89 - 106
- Mogensen, jesper m.; kristian f. Nielsen, robert a. Samson, * Frisvad, Jens C, ulf Thrane. 2009. Effect of temperature and water activity on the production of fumonisins by Aspergillus nigerand different Fusarium species. BMC Microbiology 9 : 281
- Noonim, p.; w. Mahakarnchanakul, k.f. Nielsen, j.c. Frisvad, robert a. Samson. 2009. Fumonisin B2 production by Aspergillus niger from Thai coffee beans. Food Addit. Contam. 26 : 94 - 100

### Libros
- -----, j.m. Vlak, dick Peters. 1986. Fundamental and applied aspects of invertebrate pathology. 711 pp. ISBN 90-900134-0-7
- 1988. Atlas Of Entomopathogenic Fungi. 187 pp. ISBN 0-387-18831-2
- Samson, robert ed, robert a. Samson, john i. Pitt. 1990. Buy Modern Concepts In Penicillium And Aspergillus Classification. 488 pp. ISBN 0-306-43516-0
- -----, john i. Pitt. 2000. Integration of modern taxonomic methods for penicillium and aspergillus classification. 510 pp. ISBN 90-5823-159-3 en línea
- Flannigan, brian; robert a. Samson, j. David Miller. Microorganisms in home and indoor work environments: diversity, health impacts, investigation and control. 490 pp. ISBN 0-415-26800-1
- Hocking, alisa d.; john i. Pitt, robert a. Samson. 2005. Advances In Food Mycology 371 pp. ISBN 0-387-28385-4
- Dijksterhuis, jan; robert a. Samson. 2007. Food Mycology: A Multifaceted Approach To Fungi And Food. 403 pp. ISBN 0-8493-9818-5
- Flannigan, brian; robert a. Samson, David j. Miller. 2010. Microorganisms In Home And Indoor Work Environments: Diversity, Health Impacts, Investigation And Control. 2ª ed. 800 pp. ISBN 1-4200-9334-7

- La abreviatura «Samson» se emplea para indicar a Robert Archibald Samson como autoridad en la descripción y clasificación científica de los vegetales.[1]